# Josep Lluís Moragues i Bonet
Josep Lluís Moragues i Bonet (L'Albi, 16 de juliol de 1967) fou un futbolista català de la dècada de 1990.

## Trajectòria
Fou, juntament a Guillermo Amor, el futbolista que més temps passà a La Masia del FC Barcelona, un total de 8 anys. Abans havia jugat a l'Artesa i a l'Atlètic Segre de Lleida. Jugà amb l'FC Barcelona Amateur, un partit de lliga amb el Barcelona Atlètic i algun partit amistós amb el primer equip. Davant la manca d'oportunitats marxà del Barça, fitxant amb el CFJ Mollerussa de segona divisió. A continuació fitxà pel CE Sabadell, també a segona, i acabà la seva carrera al Mollerussa novament, a la UE Tàrrega, on fou campió de tercera, i finalment al club del seu poble natal.
Jugà un partit amb la selecció de Catalunya l'any 1993.